# William Hewson

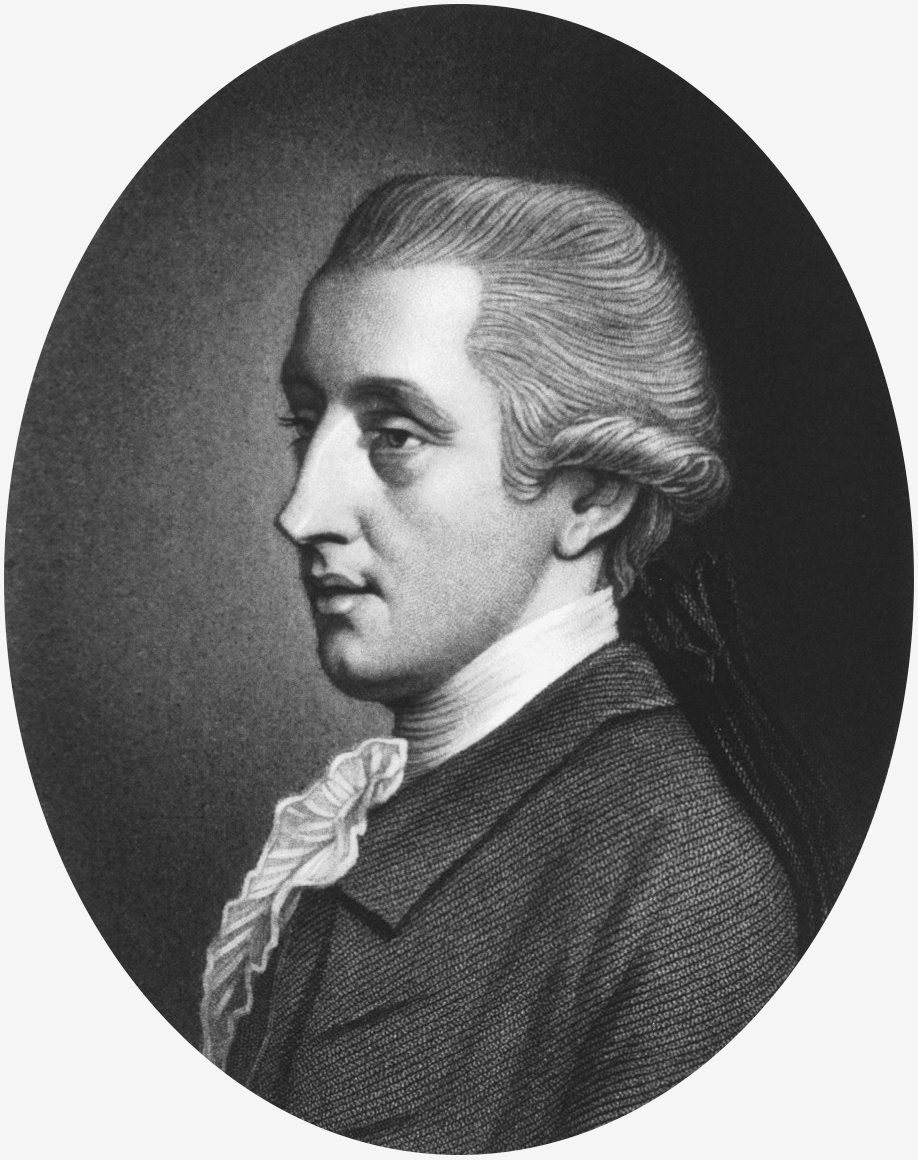
William Hewson

William Hewson (14 november 1739 - 1 mei 1774) was een Britse chirurg, anatoom en fysioloog. Hij is voornamelijk bekend geworden vanwege zijn onderzoek naar rode bloedcellen en het menselijk lymfevatenstelsel.

## Biografie
Hewson werd geboren in Hexham in Northumberland. Vanaf 1753 studeerde hij in het ziekenhuis van Newcastle upon Tyne en geruime tijd later in Edinburgh (1761/62). Hij was een student, en later assistent, van de anatoom William Hunter. In 1769 ontving hij de Copley Medal, de wetenschapsprijs van de Royal Society, de Britse academie van wetenschappen. Een jaar later werd hem het lidmaatschap van dit instituut verleend.
In 1770 trouwde Hewson met Polly Stevenson, dochter van de hospita van Benjamin Franklin. Hij raakte goed bevriend met de Amerikaan, die peetvader werd van zijn zoontje. Vanaf 1772 leidde hij een anatomische school in Londen. In 1774 overleed Hewson op 34-jarige leeftijd aan een bloedvergiftiging, die hij had opgelopen bij het snijden in een stoffelijk overschot. Zijn weduwe emigreerde naar Pennsylvania en zat in 1790 aan het sterfbed van Benjamin Franklin.

## Wetenschappelijk werk
De Copley Medal werd hem toegekend voor het aantonen van lymfevatenstelsels bij amfibieën en vogels, op basis waarvan hij een these opstelde over een vergelijkbaar systeem bij de mens. Hewson isoleerde als eerste fibrine, een eiwit dat een belangrijke rol speelt bij wondgenezing en bloedstolling. Ook toonde hij aan dat rode bloedcellen schijfvormig zijn en niet, zoals Antoni van Leeuwenhoek voordien betoogde, bolvormig.